# Andràgores
Andràgores o Andràgoras (grec antic: Ανδραγόρας Andragóras) (segle III aC - Pàrtia, 238 aC) fou un sàtrapa selèucida de Pàrtia i Hircània conegut principalment per les monedes.

## Biografia
El rerefons d'Andràgoras és obscur. El seu nom podria haver estat una traducció grega del persa antic Narisanka i avèstic nairya-sanha- (un dels missatgers d'Ahura Mazda). Una inscripció grega d'Hircània (Gurgan) escrita abans de l'any 266 aC fa esment d'un cert Andràgoras d'estatus inferior que presumiblement era la mateixa persona abans de ser nomenat sàtrapa. El nom d'Andràgoras és poc comú, i l'únic altre reportatge del nom es troba en els papirs grecs de l'Egipte ptolemaic, per la qual cosa la identificació dels dos no és descabellada. Més tard, Andràgoras va ser nomenat governador de la província fronterera de Pàrtia, que s'havia fusionat amb la província veïna d'Hircània des de la conquesta de l'Imperi aquemènida per part del governant macedoni Alexandre el Gran l'any 330 aC.
Partia va rebre durant aquest període constantment noves onades de migrants iranians de l'Àsia central, sobretot els parnis liderats per Àrsaces I. Al voltant del 245 aC, Andràgoras va proclamar la seva independència del monarca selèucida Seleuc II Cal·linic (r. 246 – 225 aC), i va convertir la seva governació en un regne independent. Després de la secessió de Pàrtia i Hircània de l'Imperi selèucida i la consegüent pèrdua del suport militar selèucida, Andràgoras va tenir dificultats per mantenir les seves fronteres, i cap al 238 aC, sota el comandament d'Àrsaces I, els parnis van envair Pàrtia i van prendre el control d'Astabene. Astawa) d'Andragoras, la regió del nord d'aquest territori, la capital administrativa de la qual era Kutxan. Poc després, els Parni es van apoderar de la resta de Pàrtia a Andràgoras, matant-lo en el procés. Hyrcania també va ser conquistada aviat pels parnis.

## Bibliogfrafia
- Justin, Epitome of the Philippic History of Pompeius Trogus.
- Schippmann, K. (1986). "Arsacids ii. The Arsacid dynasty". Encyclopaedia Iranica, Vol. II, Fasc. 5. pp. 525–536.
- Shahbazi, A. Sh. (1986). "Arsacids i. Origins". Encyclopaedia Iranica, Vol. II, Fasc. 5. p. 525.
- Frye, R. N. (1985). "Andragoras". Encyclopaedia Iranica, Vol. II, Fasc. 1. p. 26.
- Kia, Mehrdad (2016). The Persian Empire: A Historical Encyclopedia [2 volumes]: A Historical Encyclopedia. ABC-CLIO. ISBN 978-1610693912.
- Bickerman, Elias J. (1983), "The Seleucid Period", in Yarshater, Ehsan (ed.), Cambridge History of Iran, vol. 3, Oxford: Cambridge University Press, pp. 3–20
- Curtis, Vesta Sarkhosh (2007), "The Iranian Revival in the Parthian Period", in Curtis, Vesta Sarkhosh; Stewart, Sarah (eds.), The Age of the Parthians: The Ideas of Iran, vol. 2, London & New York: I.B. Tauris & Co Ltd., in association with the London Middle East Institute at SOAS and the British Museum, pp. 7–25, ISBN 978-1-84511-406-0
- Pourshariati, Parvaneh (2017). "KĀRIN". Encyclopaedia Iranica.